# 渡辺俊男
渡辺 俊男（わたなべ としお、1914年〈大正3年〉7月10日 - 2007年〈平成19年〉8月18日）は、日本の運動生理学者、脳生理学者、医師。医学博士。元お茶の水女子大学教授、元横浜国立大学教授、元日本大学教授。日本体力医学会名誉会員。

## 略歴
新潟県岩船郡関谷村下関（現 関川村下関）で渡辺医院（内科・外科）を開業する医師・渡辺彊（つとむ）の長男として出生。
関尋常高等小学校を経て、1932年（昭和7年）3月に新潟中学校を卒業、1934年（昭和9年）4月に東京慈恵会医科大学予科に入学、1937年（昭和12年）3月に予科を修了、1941年（昭和16年）3月に東京慈恵会医科大学医学部を卒業。
軍医として仙台の日本陸軍第2師団に入隊、会津若松陸軍病院に勤務、1943年（昭和18年）に応召、中国北部の日本陸軍第59師団に入隊、野戦病院（第3311部隊）に勤務、1945年（昭和20年）8月15日に朝鮮北東部の興南で終戦、ソビエト連邦によってシベリアに抑留され、1947年（昭和22年）12月に舞鶴港に帰還、最終階級は陸軍軍医少佐（ポツダム少佐）。
1948年（昭和23年）4月に広島県立医科大学生理学教室（教授：西丸和義）講師に就任、1952年（昭和27年）3月に助教授に就任、同月にお茶の水女子大学文教育学部教育学科体育学専攻第二講座健康教育学（教授：猪飼道夫）講師に就任、1955年（昭和30年）に助教授に就任、1959年（昭和34年）から1961年（昭和36年）までアメリカのイリノイ大学およびジョージ・ウィリアム大学に留学、エドモンド・ジェイコブソンおよびアーサー・スタインハウスに師事、1963年（昭和38年）4月にお茶の水女子大学文教育学部教授に就任、1970年（昭和45年）4月に横浜国立大学教育学部教授に就任、1980年（昭和55年）に定年退官、日本大学理工学部教授に就任、1985年（昭和60年）に定年退職。
2007年（平成19年）8月18日に新潟県新潟市中央区神道寺にある、弟が開設して院長・理事長を務め、自身が理事を務めた、みどり病院（旧 渡辺医院）で心不全のため死去、93歳没。墓所は故郷の関川村下関の白山平霊園。

## 役職
- お茶の水女子大学評議員
- 余暇開発センター理事・顧問
- 日本生産性本部メンタル・ヘルス研究所顧問
- 日本体力医学会評議員・理事
- 日本体育学会評議員
- 日本生理学会評議員
- 日本ストレス学会理事
- 日本ストレスマネジメント研究会会長
- 国際ストレスマネジメント協会日本支部会長
- 新成医会理事

## 逸話
- 渡辺俊男は1961年（昭和36年）に日本に最初にアメリカの生理学者 エドモンド・ジェイコブソンの「リラクセーション」の理論と技法を紹介した[16][17]。

- 渡辺俊男はスキージャンプ選手の笠谷幸生のトレーニングドクターを務め、笠谷に弾丸のように飛ぶのではなく、リラックスしてタンチョウヅルのようにふわっと舞い上がり、ふわっと着地すること、距離は滞空時間に正比例することを教え、笠谷の筋電図を取得して飛ぶのに不要な筋肉を緊張させていないかチェックを繰り返し、笠谷は1972年（昭和47年）の札幌オリンピックで金メダルを獲得した[16][17][18]。

- 渡辺俊男がシベリア抑留中にソビエト連邦のエラブカ収容所で交流したルーマニア人捕虜と55年以上を経て再会した実話が、2005年（平成17年）5月5日に『凍土の約束 50年かけて果たしたラーゲリの誓い』という題名の本として出版され、翌々日の5月7日にNHK総合テレビジョンのドキュメンタリー番組『NHKスペシャル』で『終戦60年企画 ドキュメンタリードラマ「望郷」』という題名のドキュメンタリードラマとして放送された[16][19][20][21][22]。

## 関連人物

### 教え子
- 跡見順子[23] - 細胞生物学者、東京大学名誉教授。

### 友人
- 佐橋滋[24] - 通商産業官僚、第9代通商産業事務次官、第10代特許庁長官、余暇開発センター初代理事長・最高顧問。

### 親族
- 渡辺澄男 - 弟、内科医、みどり病院（旧 渡辺医院）開設者・院長、新成医会理事長。
- 渡辺秀人 - 長男、医師、分子病理学者、愛知医科大学名誉教授。

## 著作物

### 著書
- 『経営者・管理者のためのリラクセーション読本』日本事務能率協会、1964年。
- 『表現とこころ 舞踊の哲学と美と生命の法則』主潮社、1964年。
- 『生理解剖学』相澤義雄・井川幸雄・坪井実[共著]、廣川書店、1966年。
- 『舞踊のいのち 舞踊の科学と美と生命の法則』歩兵出版、1966年。
- 『新生理学入門』廣川書店、1967年。
- 『リラクセーション』不昧堂出版、1970年。
- 『身近なリラックスのすすめ 歯科医師の健康のために』一世出版、1971年。
- 『レクリエーション』医歯薬出版〈講座/健康の生理学 7〉、1971年。
- 『生理学序説』廣川書店、1973年。
- 『頭をねる体育』杏林書院〈杏林新書〉、1973年。
- 『自分の体の首領になろう 疲れイライラを解消する本』地球書館〈Q-BOOKS〉、1974年。
- 『受験生で悩む親の本 受験地獄で苦しむわが子をどう扱ったらよいか』エール出版社〈YELL books〉、1974年。
- 『美と生命の法則』泰流社、1974年。
- 『受験合格母親作戦 成功のキメ手は母親が握る』エール出版社〈YELL books〉、1974年。
- 『コンディショニングの科学 ベストな心身への科学的接近』調枝孝治[共著]、大修館書店、1977年。
- 『ジェイコブソン博士のリラックス体操 神経の疲れをとる』青春出版社〈PLAY BOOKS〉、1978年。
- 『可能性としてのこども 生理学からの知』思索社〈未来のこども〉、1986年。
- 『ビジネスマンのためのリラクセーション さよならストレス』日本生産性本部、1988年。
- 『生きていることの生理学』杏林書院、1988年。
- 『生命と美に関する13章』チャネラー[発売]、コム、1996年。
- 『人はどうして疲れるのか』筑摩書房〈ちくま新書 259〉、2000年。
- 『凍土の約束 50年かけて果たしたラーゲリの誓い』香月泰男[カバー装画]、半藤一利[推薦]、祥伝社、2005年。

### 編書
- 『手軽にできる体操百科』池田書店〈実用新書 55〉、1969年。

### 編著書
- 『女子の保健体育』只木英子・川原ゆり・荒川祥子・木村順子・山口基子[共著]、廣川書店、1969年。

### 訳書
- 『ビジネスマンのリラックス健康法』エドモンド・ジェイコブソン[著]、有紀書房〈有紀新書 3〉、1963年。

### 論文
- CiNii収録論文 - CiNii